# Горній Поповаць
45°05′ пн. ш. 15°38′ сх. д. / 45.09° пн. ш. 15.63° сх. д.
Горній Поповаць (хорв. Gornji Popovac) — населений пункт у Хорватії, у Карловацькій жупанії у складі міста Слунь.

## Населення
Населення за даними перепису 2011 року становило 176 осіб.
Динаміка чисельності населення поселення: